# Woordenboek der Nederlandsche Taal
Het Woordenboek der Nederlandsche Taal (dans l'orthographe de De Vries et Te Winkel ; Het Woordenboek der Nederlandse Taal dans l'orthographe de 2006), en abrégé WNT, est un dictionnaire, dont on dit qu'il est le plus grand du monde, où sont décrits les mots néerlandais à partir de 1500.  Il a été achevé après 147 ans de travaux.

## Dictionnaire de la langue néerlandaise

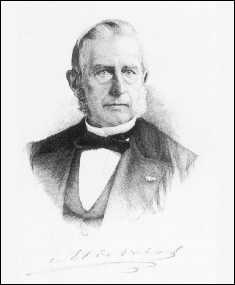
Matthias de Vries (1820-1892), un des deux linguistes qui ont mis au point l'orthographe du Woordenboek der Nederlandsche Taal.

Les congrès linguistiques et littéraires néerlandais, organisés à partir de 1849, débouchèrent sur la publication du premier tome du Woordenboek der Nederlandsche Taal, où on abandonnait l'orthographe dite Des Roches, adoptant - y compris dans les fascicules les plus récents – les principes d'orthographe spécialement établis en 1863 par De Vries et Te Winkel pour le WNT.  En 1860, des philologues flamands et néerlandais décidèrent de coopérer au dictionnaire et, par conséquent, la question de l'orthographe en Flandre fut à nouveau soulevée.  La première livraison de ce dictionnaire historique, conçu dans la tradition historique et philologique du Deutsches Wörterbuch des frères Grimm, sortit en 1864 et la dernière le 16 juin 1998, complétant la 29e partie et le 40e volume.  En 1878, le projet rencontra des difficultés financières.  Deux ans plus tard, le gouvernement décide d'accorder une subvention.  En 2001 ont paru trois volumes, actualisant le vocabulaire jusqu'à l'année 1976 par des mots du XXe siècle non encore traités dans les volumes précédents, qui ne contiennent que le vocabulaire de 1500 à 1921.  Alors qu'initialement six à huit volumes étaient prévus,, le WNT complet se compose de 43 volumes qui, ensemble, couvrent environ trois mètres de rayon dans une bibliothèque.  Tous les volumes sont disponibles en fac-similé ainsi que, par les soins de la maison d'édition AND, depuis 1995 aussi sous forme d'un CD-ROM.  Pour la production du CD-ROM, le contenu du WNT a été transcrit en Inde par soixante dactylos qui ne parlent pas le néerlandais.  L'élaboration d'une méthode de contrôle rigoureux a permis de réduire le taux d'erreur de façon significative,.
Les quelque 1,7 million de citations, dont plus de la moitié sont datées, représentent le néerlandais écrit de cinq siècles.  Le WNT décrit la signification et l'histoire de centaines de milliers de mots connus et inconnus, tant anciens que récents.  Le WNT, y compris les trois volumes de suppléments, traite environ 400 000 mots-clés, dont près de 95 000 mots-clés principaux répartis sur 98 510 colonnes (en tout 49 255 pages).
Une version numérique du WNT est disponible gratuitement pour consultation en ligne à chacune et à chacun.  Pour faciliter à la fois l'accès au dictionnaire et sa consultation, la structure des articles du dictionnaire est conçue de façon qu'on puisse dérouler ceux-ci, de sorte qu'on n'est pas forcé de lire le texte complet à chaque consultation.  Les blocs de citations peuvent être consultés à volonté ; toutes les sous-catégories des mots-clés sont consultables et aux mots-clés de l'orthographe De Vries-Te Winkel de 1863 (par exemple : mensch = homme, photo = photographie) un équivalent est ajouté dans l'orthographe actuelle (mens, foto).  Il y a aussi des liens vers les mots-clés des données provenant d'autres sources : il s'agit notamment de liens vers les cartes linguistiques de l'atlas linguistique des Pays-Bas septentrionaux et méridionaux (Taal-Atlas van Noord- en Zuid-Nederland), vers l'information étymologique des dictionnaires étymologiques en néerlandais et en afrikaans (Etymologisch woordenboek van het Nederlands et Etimologiewoordeboek van Afrikaans) et vers des images de plantes et d'animaux de la version numérique du Cruijdeboeck de Rembert Dodoens et de celle de l'ouvrage de L.A.J. Burgerdijk : De dieren afgebeeld, beschreven en in hunnen levenswijze geschetst (Les animaux, reproduits, décrits et rendus dans leur mode de vie).

## Autres grands dictionnaires
- (de) Deutsches Wörterbuch (DWB)
- (es) Diccionario de la lengua española (DRAE)
- (en) Dictionary of the Older Scottish Tongue (DOST)
- (fr) Grand Robert de la langue française
- (no) Norsk Ordbok (NO)
- (da) Ordbog over det danske Sprog (ODS)
- (en) Oxford English Dictionary (OED)
- (cs) Příruční slovník jazyka českého (PSJČ)
- (de) Schweizerisches Idiotikon - Wörterbuch der schweizerdeutschen Sprache
- (en) Scottish National Dictionary (SND)
- (sv) Svenska Akademiens Ordbok (SAOB)
- (fr) Trésor de la langue française
- (en) Webster's Third New International Dictionary
- (af) Woordeboek van die Afrikaanse Taal (WAT)

## Sources
- (nl) Bernaers, Dietert, Indiërs tikken Nederlands woordenboek in op CD-Rom, article dans Het Belang van Limburg du 5 octobre 1994, p.  7
- (en) Deprez, Kas, dans : Joan A. Argenter (réd.), Simposi Pompeu Fabra, vol. 7 de Jornades Cientifiques de l'Institut d'Estudis Catalans, Institut d'Estudis Catalans, Barcelone, 2000  (ISBN 84-7283-524-3), p.  307
- (en) Depuydt,  Katrien, The Integrated Language Database of Dutch. including a demonstration, formulaire PDF d'une présentation au Centrum für Informations- und Sprachverarbeitung (Centre pour le traitement de l'information et du langage) et l'Université Louis-et-Maximilien de Munich
- (nl) Dupont, Peter & De Bodt, Els, Woordenboek der Nederlandse Taal (WNT) na 147 jaar rond - Drie meter Nederlands, article dans Het Belang van Limburg du 1er décembre 1998, p.  35
- (fr) Duvoskeldt, Eric, Néerlandais standard ou West-Vlaamsch dialectal en Flandre française : étude diachronique des représentations, dans : Des langues collatérales : Problèmes linguistiques, sociolinguistiques et glottopolitiques de la proximité linguistique, vol. 1, Espaces discursifs, éd. L'Harmattan, 2004  (ISBN 2296348688)  (ISBN 9782296348684), p.  164
- (fr) Hiel, Emanuel, Le Dictionnaire général de la langue néerlandaise et le Dictionnaire de la langue néerlandaise au moyen âge, dans : Revue trimestrielle, vol. 42, éd. Bureau de la Revue Trimestrielle, 1864, p.  303-317
- (nl) N.N., Indiers tikken 50.000 kolommen in voor WNT, article dans De Volkskrant du 12 mai 1995, version en ligne
- (nl) N.N., Woordenboek der Nederlandsche Taal, présentation du sur le site web de l’Instituut voor Nederlandse Lexicologie
- (nl) N.N., Het WNT in de UB, présentation d'une exposition sur le Woordenboek der Nederlandsche Taal sur le site web de l'Université de Leyde

- (nl) N.N., Woordenboek der Nederlandsche Taal online, article du 25 janvier 2007 sur le site web www.nu.nl
- (fr) Réguer, Laurent Philippe, Si loin, si proche... : Une langue européenne à découvrir : le néerlandais, volume 36 des Publications de l'Institut d'allemand, Université Sorbonne Nouvelle, Institut d'allemand d'Asnières, éd. Presses Sorbonne Nouvelle, Paris, 2004,  (ISBN 2910212300)  (ISBN 9782910212308), p.  71
- (en) Schultink, Henk, (traduction : Geert Booij), The Netherlands, dans : G. E. Booij, Christian Lehmann, Joachim Mugdan (réd.), Morphologie/Morphology: Ein Internationales Handbuch Zur Flexion Und Wortbildung/ An International Handbook on Inflection and Word-Formation, Handbücher zur Sprach- und Kommunikationswissenschaft, vol. 1 de Handbooks of Linguistics and Communication Science/ Handbook of Linguistics and Communication Science Series, Walter de Gruyter, 2000  (ISBN 3110111284)  (ISBN 9783110111286), p.  162